# Martin Boss (Archäologe)
Martin Boss (* 28. Mai 1959 in Pforzheim) ist ein deutscher Klassischer Archäologe.
Martin Boss legte 1978 sein Abitur am Reuchlin-Gymnasium seiner Geburtsstadt ab und begann ein Studium der Klassischen Archäologie, der Vor- und Frühgeschichte sowie der Klassischen Philologie/Latein zunächst an der Universität Würzburg bei Erika Simon und dann an der Universität Bern bei Hans Jucker. 1987 promovierte er bei Simon in Würzburg, Thema der Dissertation war Lakonische Votivgaben aus Blei. Danach machte er sich mit einem Zeichenbüro selbstständig, das auf archäologisches Zeichnen und Vermessen spezialisiert war. Damit nahm er an den Grabungen in Cerveteri unter der Leitung von Mauro Cristofani und in Satricum unter der Leitung Conrad M. Stibbes teil. Seit 1991 war Boss Akademischer Oberrat und Kurator der Antikensammlung der Friedrich-Alexander-Universität Erlangen. In dieser Position hat er unter anderem den Weg der Sammlung als virtuelles Museum ins Internet begleitet. 2022 trat er in den Ruhestand.

## Schriften (Auswahl)
- Lakonische Votivgaben aus Blei (= AERIA-Buch, Band 1). Königshausen und Neumann, Würzburg 2000, ISBN 3-88479-779-4.
- Herausgeber mit Ulla Kreilinger und Peter Kranz: Antikensammlung Erlangen. Auswahlkatalog. Palm und Enke, Erlangen-Jena 2002, ISBN 3-7896-0655-3 (Schriften der Erlanger Antikensammlung, Band 1).
- mit Larysa Hofmann: Die Münzen des Byzantinischen Reiches in der Universitätsbibliothek Erlangen-Nürnberg (= Katalog der Münzen in der Universitätsbibliothek Erlangen-Nürnberg, Band 10 = Schriften der Universitätsbibliothek Erlangen-Nürnberg, Band 45). Universitätsbibliothek Erlangen-Nürnberg, Erlangen 2007, ISBN 978-3-930357-83-3.
- mit Bernhard Steinmann, Robert Nawracala und anderen: Im Zentrum der Macht. Das Forum Romanum im Modell. Institut für Klassische Archäologie und Antikensammlung, Erlangen 2011, ISBN 978-3-00-034009-3.